# St.-Petri-Kirche (Kagendorf)

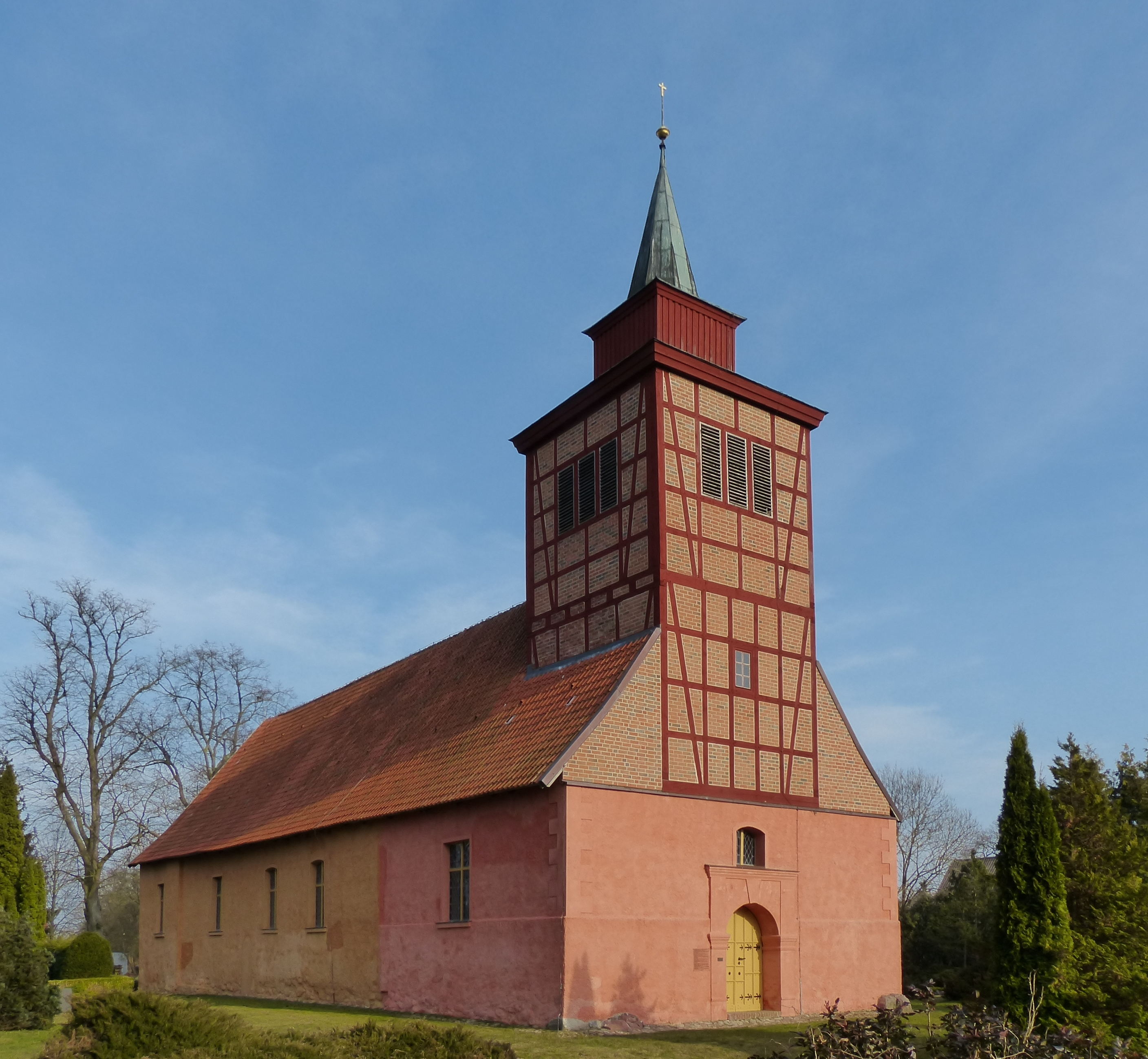
St.-Petri-Kirche in Kagendorf

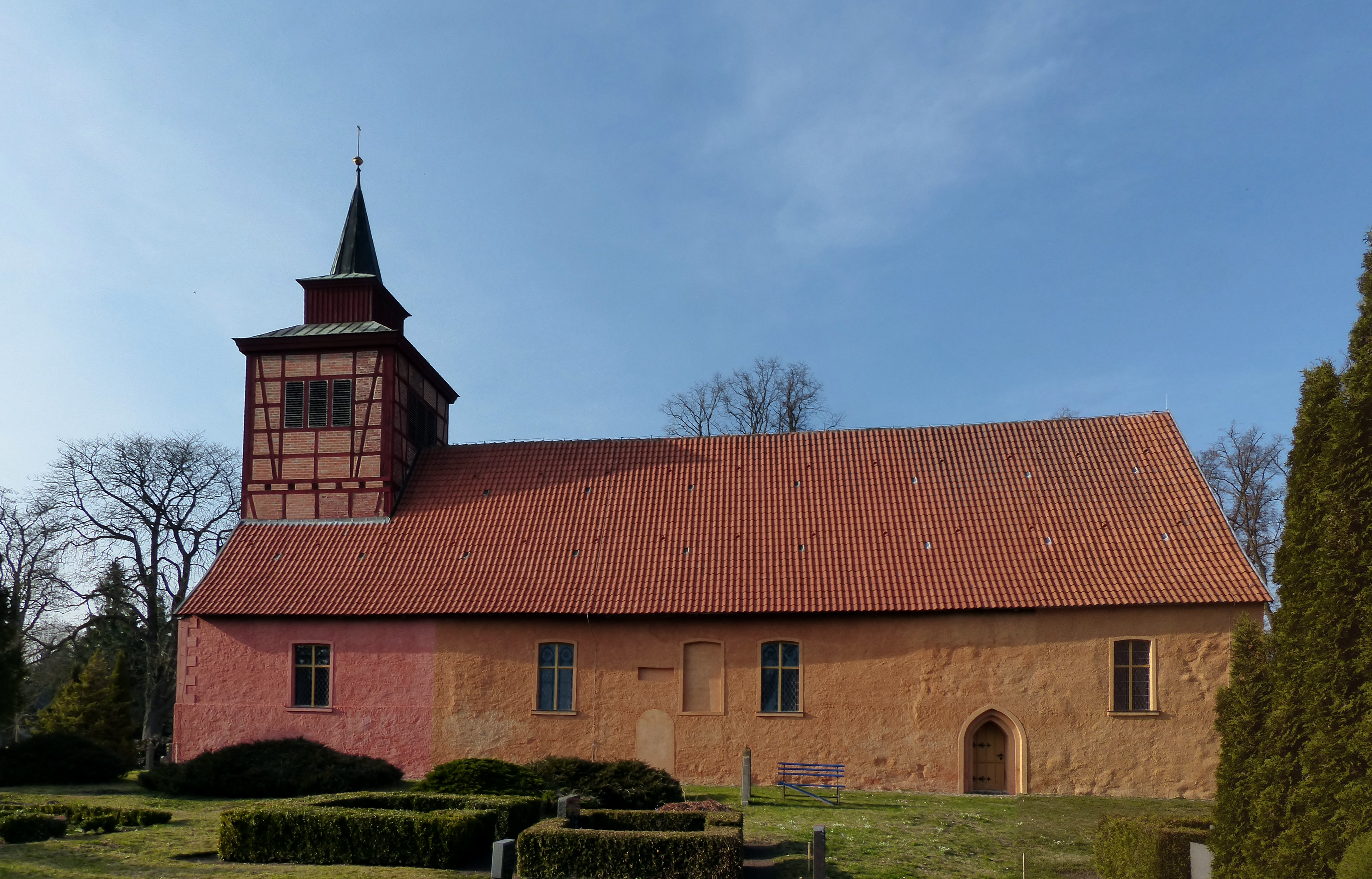
Südseite

Die evangelische St.-Petri-Kirche ist eine Saalkirche aus der Zeit um 1300 im Ortsteil Kagendorf der Gemeinde Neu Kosenow. Die Kirchgemeinde Ducherow gehört seit 2012 zur Propstei Pasewalk im Pommerschen Evangelischen Kirchenkreis der Evangelisch-Lutherischen Kirche in Norddeutschland. Vorher gehörte sie zum Kirchenkreis Greifswald der Pommerschen Evangelischen Kirche. Sie ist dem Apostel Petrus geweiht.

## Lage
Kagendorf wird durch eine gleichnamige Straße erschlossen, die in westlicher Richtung von der Bundesstraße 109 auf den Dorfanger führt. Dort steht das Bauwerk auf einer Fläche, die mit einer Mauer aus nicht lagig geschichteten und unbehauenen Feldsteinen eingefriedet ist.

## Geschichte
Der Sakralbau wurde in seinem Kern vermutlich um 1300 errichtet. Dies korreliert mit der Erwähnung eines Pfarrers Albert im Jahr 1307. Das Kloster Stolpe war im Besitz des Kirchenpatronats, welches es 1328 dem Herzog Barnim III. auf Lebenszeit aufließ. Nach einem Brand im Jahr 1657 baute die Kirchengemeinde das Bauwerk wieder auf. Dabei erneuerten Handwerker den östlichen Giebel, in dem sie ihn in Fachwerk ausführten.
In den Jahren 1750 und 1751 wurden der Westturm sowie das barocken Westportal errichtet. In den Jahren 1879 und 1880 erfolgte eine Restaurierung des oberen Turmgeschosses sowie der Fenster. 1953 wurde der Turmhelm verändert und 1985 mit Kupfer gedeckt. Der flachgedeckte Innenraum wurde 1698 renoviert, 1786 ausgemalt, 1837 geweißt und 1879 nochmals renoviert. Als Reste der Ausmalung sind Rechteckfelder mit ornamentaler Ausmalung erhalten geblieben.

## Baubeschreibung
Das Bauwerk wurde überwiegend aus Mischmauerwerk errichtet, d. h. aus unbehauenen Feldsteinen und Mauersteinen, die unregelmäßig und meist nicht lagig geschichtet miteinander kombiniert wurden. Der Chor ist gerade und nicht eingezogen. An der östlichen Wand ist ein Fenster mit einem abgeschrägten Segmentbogen. Der Giebel wurde in Fachwerk aus Holz errichtet; das Gefach ebenfalls mit Mischmauerwerk verfüllt.
Das langgestreckte Kirchenschiff ist vergleichsweise unregelmäßig gegliedert. Im Chor ist ein gedrückt-segmentbogenförmiges Fenster, links davon ein dreifach getrepptes, spitzbogenförmiges Portal. Nach Westen hin folgen ein weiteres Fenster sowie eine zugesetzte Öffnung, von der nur noch die Fasche erkennbar ist. Links darunter ist eine segmentbogenförmige, ebenfalls zugesetzte Öffnung mit einer darüberliegenden, rechteckigen Vertiefung. Nach Westen hin folgt ein weiteres Fenster. An der Nordseite sind drei Fenster sowie eine zugesetzte, segmentbogenförmige Pforte zwischen dem mittleren und dem westlich gelegenen Fenster. Zwischen Chor und Kirchenschiff sind die Reste eines Strebepfeilers(?) am Sockel erkennbar.
Der Westturm nimmt die volle Breite des Kirchenschiffs auf. Er kann durch eine barocke Pforte betreten werden; darüber ist ein kleines Fenster. Im unteren Turmgeschoss ist an der Nord- und Südseite je ein Fenster. Die Ecken sind in Höhe der Fensterbänke mit behauenen Quadern profiliert. Der quadratische und eingezogene Turmaufsatz wurde ebenfalls in Fachwerk errichtet. An allen Seiten sind drei rechteckige, gekuppelte Klangarkaden. Darüber verjüngt sich das Dach in einen hölzernen, querrechteckigen Aufsatz gefolgt von einem kurzen Pyramidendach, das mit Turmkugel und Wetterfahne abschließt.

## Ausstattung
Zur Ausstattung gehören ein barocker Altaraufsatz mit korinthischen Säulen aus dem Jahr 1786. In der Predella ist das Abendmahl Jesu und im Altarblatt die Kreuzigung Christi abgebildet. Die Säulen sind mit Akanthusschnitzereien aus dem Jahr 1786 verziert. Die Altarschranke mit gesägten Balusterbrettern entstand 1668. Die Kanzel ist auf das Jahr 1669 datiert. Sie ist mit Knorpelwerk und dem Stifterwappen verziert; der Aufgang mit Bildern der Evangelisten.
Zur weiteren Kirchenausstattung gehören ein Patronatsgestühl mit gemalten Wappen aus dem 18. Jahrhundert sowie ein ebenfalls aus dem 18. Jahrhundert stammendes Predigergestühl mit Gitter. Das mit Maßwerkformen bemalte Bankgestühl wurde 1879 gefertigt. Aus dem 17. Jahrhundert stammt ein Epitaph mit gemalter Kreuzigung.
Die von August Holland aus Schmiedefeld gefertigte Orgel wurde 1883 eingeweiht und 1998/1999 restauriert. Der aufwendige fünfteilige Prospekt ist in neuromanischen Formen gehalten.
Das Geläut besteht aus einer einzigen Glocke aus Stahl.